# Polygala californica
Polygala californica  es una especie de planta fanerógama perteneciente a la familia Polygalaceae, conocida por el nombre común de polygala de California. 

## Distribución y hábitat
Es originaria de suroeste de Oregón y el norte y centro de California, donde crece en las sierras costeras de los tipos de hábitats locales, tales como el chaparral y el bosque. 

## Descripción
Es una hierba perenne que produce tallos extendidos, generalmente decumbentes en la forma, alcanzando un tamaño de hasta cerca de 35 centímetros de longitud máxima, con estrechas hojas ovaladas de unos cuantos centímetros de largo. Las inflorescencias producen varias flores abiertas, y puede haber algunas cerradas, cleistógamas  más bajas en la planta. Las flores se abren con forma de alas laterales de color rosa o sépalos blancos con bordes peludos. Los pétalos son similares en color, el central con punta con un pico de color blanco o amarillo. El fruto es una cápsula verde aplastada, de hasta un centímetro de largo que contiene semillas peludas. 

## Taxonomía
Polygala californica fue descrita por Thomas Nuttall y publicado en A Flora of North America: containing . . . 1(4): 671. 1840.
Etimología
Polygala: nombre genérico que deriva del griego y significa
"mucha leche", ya que se pensaba que la planta servía para aumentar la producción de leche en el ganado.
californica: epíteto geográfico que alude a su localización en California. 